# Sublime (film)
Sublime je argentinský dramatický film z roku 2022, který režíroval Mariano Biasin. Snímek měl světovou premiéru 12. února 2022 na Berlínském filmovém festivalu.

## Děj
16letý Manuel žije v pobřežním městě a chodí se svou spolužačkou Azul. Jeho otec vyrábí hudební nástroje, matka pracuje jako psycholožka. Manuel má mladší sestru jménem Antonia. Se svým nejlepší přítelem Felipem a se spolužáky Franem a Maurem založili malou rockovou kapelu a pravidelně zkouší kvůli plánovanému nahrávání. Jednou v noci má Manuel sen, který ho zneklidní. Zjistí, že se zamiloval do Felipeho a přemýšlí, jestli by tyto pocity mohly být vzájemné. O několik dní později se Manuel rozejde s Azul. Felipe se zamiloval do Franovy sestřenice Sol a plánuje s ní romantickou noc ve své dodávce. Manuel žárlí a přizná se mu, že se do něj zamiloval. Felipe slaví narozeniny, kde vystoupí i jejich kapela. Manuel původně nechtěl přijít ani hrát, ale když slyší, že kapela bez něj nezní moc dobře, připojí se se svou basovou kytarou. Zdá se, že i Felipe má z jeho návratu do kapely radost. Jako poslední bod programu hrají skladbu, kterou Felipe a Manuel napsali společně. Nějaký čas po oslavě hrají čtyři kamarádi fotbal na pláži. Uprostřed hry Felipe náhle políbí Manuela na ústa.

## Obsazení
| Martín Miller        | Manuel          |
| Teo Inama Chiabrando | Felipe          |
| Azul Mazzeo          | Azul            |
| Joaquín Arana        | Fran            |
| Facundo Trotonda     | Mauro           |
| Javier Drolas        | Manuelův otec   |
| Carolina Tejeda      | Manuelova matka |
| Emma Subiela         | Antonia         |
| Candela De Carli     | Iara            |
| Agustina Midolo      | Sol             |
| Pedro González       | Tomás           |

## Ocenění
- Mezinárodní filmový festival v Clevelandu: nominace v soutěži New Direction (Mariano Biasin)
- Mezinárodní filmový festival v Berlíně: nominace do soutěže Generace 14plus, nominace na Teddy Award, nominace na cenu GWFF za nejlepší filmový debut
- Filmový festival pro děti a mládež Zlín: nominace v mezinárodní soutěži filmů pro mládež
- Outfest Los Angeles: Velká cena poroty za vynikající scénář (Mariano Biasin)
- Mezinárodní filmový festival v San Franciscu: nominace na cenu New Director (Mariano Biasin)
- Filmový festival v San Sebastianu: nominace na Premio Horizontes (Mariano Biasin), Latino Award za sexuální a genderovou rozmanitost
- Mezinárodní filmový festival v Seattlu: Velká cena poroty v Ibero-americké soutěži (Mariano Biasin), nominace na cenu poroty pro mládež Futurewave (Mariano Biasin)